# Herbert van Clairvaux
Herbert van Clairvaux, ook bekend als Herbert van Torres of Herbert van Mores, was een twaalfde-eeuwse cisterciënzer monnik die achtereenvolgens abt van Mores, monnik in Clairvaux en aartsbisschop van Torres was.

## Kerkelijke loopbaan
Herbert was de derde abt van de Onze-Lieve-Vrouweabdij van Mores, van 1165 of 1168 totdat hij in 1178 aftrad om zich in Clairvaux terug te trekken. Daar werd hij kapelaan en secretaris van Hendrik van Marcy, de toenmalige abt.
Tijdens zijn verblijf in Clairvaux leerde Herbert Gonario II, de voormalige giudice van Torres kennen. Deze voormalige heerser had Clairvaux voor het eerst bezocht op het einde van 1146 en verbleef er van 1153 tot minstens in 1178 als monnik. In 1181 werd Herbert op Gonario's voorspraak benoemd tot aartsbisschop van Torres.
Aan het einde van zijn leven zou Herbert zich teruggetrokken hebben in de abdij van Cabuabbas, waar hij tussen 4 juli en 11 augustus 1198 overleed.

## Hagiografisch werk
Herberts bekendste literaire verwezenlijking is het Liber miraculorum et visionum ("Boek van mirakelen en visioenen"), waarin hij stichtelijke verhalen navertelt die hij tijdens zijn verblijf in Mores, Clairvaux en Torres gehoord heeft. Het boek kende een grote verspreiding in de middeleeuwen, maar werd in 1953 door de Commissie voor Geschiedenis van de Orde van Cîteaux veroordeeld omdat "een te grote goedgelovigheid zijn werk kenmerkt."
Er zijn 22 handschriften van het Liber miraculorum et visionum gedrukt, met tot 155 hoofdstukken. Het boek werd voor het eerst gedrukt in 1660, volgens de uitgave van de jezuïet Pierre-François Chifflet. Migne herdrukte deze uitgave in zijn negentiende-eeuwse Patrologia Latina. In 2017 verscheen een nieuwe uitgave, van de hand van Giancarlo Zichi, Graziano Fois en Stefano Mula.